# IP-телефонія
IP-телефонія — це технологія, що дозволяє використовувати будь-яку IP-мережу як засіб організації та ведення телефонних розмов, передачі відеозображень та факсів у режимі реального часу. 
При відправленні або отриманні електронної пошти відбувається передача «пакета» інформації через мережу Інтернет. Аналогічним чином працює й IP-телефонія. Створення «пакетів» — перетворення аналогових (зокрема, звукових) сигналів у цифрові, їх стискання, передачу мережею Internet і зворотне перетворення в аналогові відбувається завдяки існуванню протоколу передачі даних через Інтернет (IP — Internet Protocol), звідси і назва «IP-телефонія».

## Переваги IP-телефонії
Основною перевагою IP-телефонії є нижча вартість міжміських і міжнародних переговорів у порівнянні з традиційною телефонією за рахунок цифрування і наступної компресії (стиснення) голосового потоку, що дозволяє знизити собівартість послуги.
Друге — нижча вартість кінцевого устаткування. На шляху проходження пакетів інформації з голосовим сигналом не використовується дороге устаткування, що стало вже традиційним для міжнародної та міжміської телефонії. У цій високоякісній технології використовуються відносно недорогі комутатори-маршрутизатори.

## Історія розвитку
Одна з перших програм для передачі голосу через IP була запропонована ізраїльською компанією VocalTec. Її продукт під назвою Internet Phone дозволяв розмовляти через локальну мережу двом користувачам ПК. Пізніше було розроблено версію і для глобальної мережі. Для того, щоб отримати зв'язок потрібно було з'єднатися зі своїм провайдером, запустити програму Internet Phone і знайти потрібного абонента в списку активних користувачів. Над проблемами Internet-телефонії також активно працювали і працюють інші фірми. Зокрема, продукт NetMeeting фірми Microsoft вирізняється чудовою якістю звучання голосу, переданого через мережу. Програма WebPhone компанії NetSpeak також забезпечує чітке звучання, а крім того має безліч корисних функцій, прихованих за оманливо простим інтерфейсом, що нагадує сотовий телефон.  Але всі ці програми не набули широкого розповсюдження, бо для зв'язку потрібно два ввімкнені комп'ютери з завантаженим на них ПО одного виробника. Ситуація змінилася, коли наприкінці 1996 року почався випуск так званих шлюзів, що зв'язували Internet з телефонною мережею без використання комп‘ютерів.

## Шлюзи

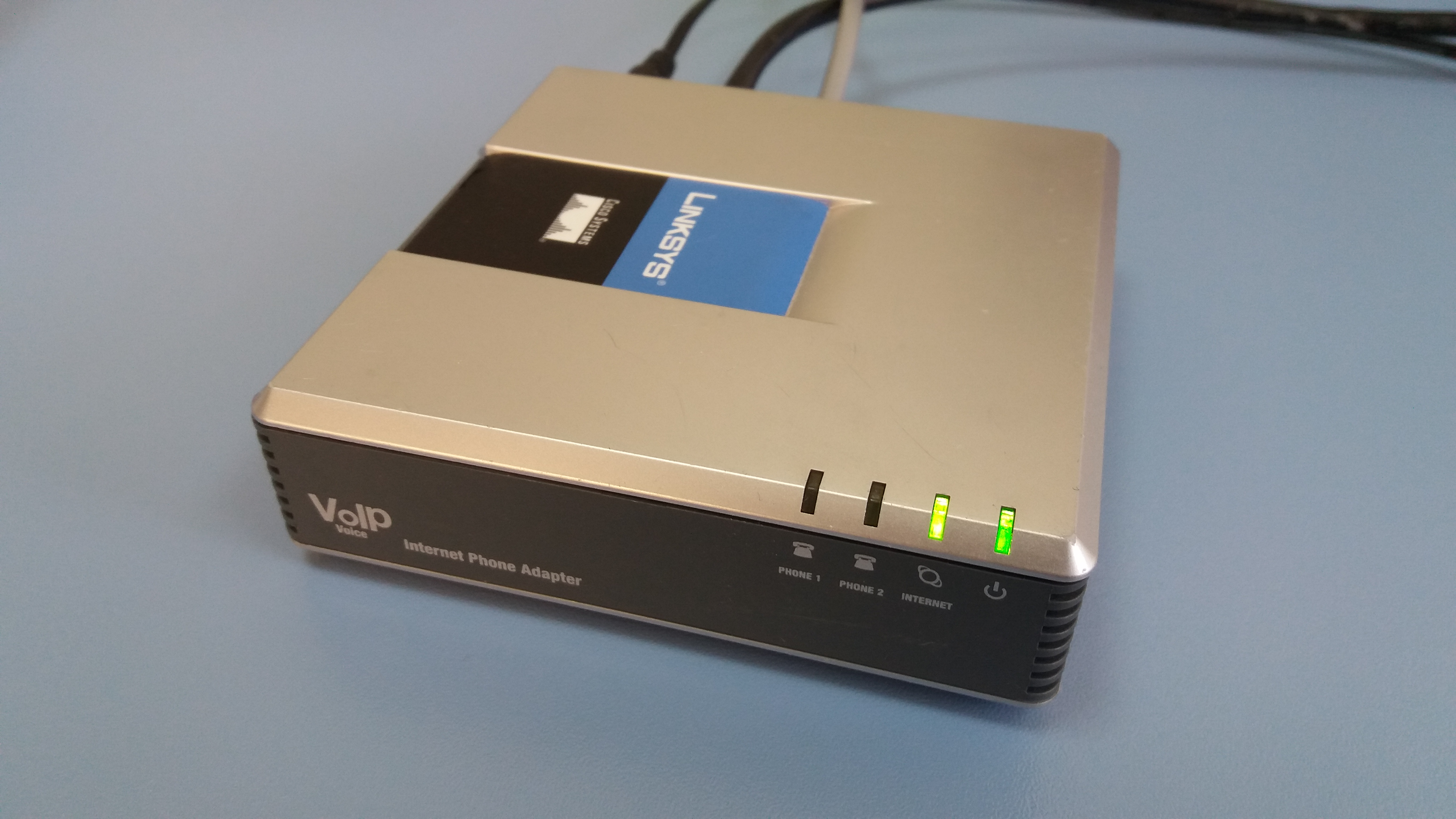
Linksys PAP2T

Використання шлюзів дозволило розмовляти не тільки за допомогою ПК, а й звичайних телефонів. Шлюзи під'єднуються з одного боку до Internet, а з іншого – до телефонної мережі. Коли дзвониш з телефону на ПК, виклик передається через телефону мережу на шлюз. Потім шлюз надсилає виклик до ПК, при цьому він стискає та пакує телефонний сигнал для передачі через IP-мережу. Якщо на обох кінцях телефони, то голосовий сигнал надсилається через телефону мережу до найближчого шлюзу, де його буде оцифровано, поділено на IP-пакети, а потім передано на інший шлюз, найближчий до абонента. Цей шлюз приймає пакет, декодує його і відсилає через телефону мережу до потрібного абонента.

### Організація Internet-телефонії
Серед виробників таких шлюзів компанії VocalTec, Clarent, Micom, Nuera Communications, Nortel, Lucent, Dialogic, ViaDSP.
На жаль, більшість шлюзів і клієнтського програмного забезпечення є нестандартними, що робить неможливим використання цих компонентів від різних виробників. Щоб вирішити цю проблему, група з 40 компаній, серед яких Cisco, VocalTec, NetSpeak, Micom, Nuera, Nortel, Dialogic та інші, вирішили підтримати стандарт H.323, який визначає передачу відео та аудіо в мережах з негарантованою якістю послуг, таких як Ethernet i IP.

## Принцип дії IP-телефонії
У традиційній телефонії використовується принцип встановлення з'єднання, що має назву комутація каналів. Це означає, що під час зв'язку відбувається тимчасове з'єднання, якому виділяється весь канал зв'язку, незалежно від його завантаженості. Перевагою такого типу зв'язку є дуже незначний час затримки.
Під час передачі інформації через Internet відбувається зв'язок з комутацією пакетів. Це означає, що вся інформація розбивається на пакети, кожен з яких передається окремо від вузла до вузла без попереднього зв'язку між початковим та кінцевим пунктом. Кожен вузол мережі, через який передається IP-пакет повинен аналізувати цей пакет (тип, адреса відправлення і призначення, контроль цілісності та інші параметри). Через те, що таких вузлів можуть бути десятки, кожен з них повинен проводити аналіз, і, крім того, зв‘язок між ними часто не найкращий, виникають великі, непередбачені затримки в мережі. Також затримка може виникати під час стиснення та відновлення голосового сигналу. Людське ж вухо починає сприймати уривчастість мови навіть при затримці 150  мс. Ось чому Internet не є ідеальним середовищем для комунікацій в реальному часі.
Але якщо розглянути передачу інформації в Internet (локальній мережі, LAN), то ситуація буде дещо кращою. Тут все обладнання знаходиться під контролем однієї компанії, яка може конфігурувати його за власним бажанням. Наприклад, можна проставити вищий пріоритет проходження голосових IP-пакетів, порівняно з іншою інформацією, для якої час затримки не є критичним. Це забезпечить якіснішу передачу мови.

## Сучасна ситуація на ринку IP-телефонії
Широке поширення телефонії через Internet поставить під загрозу прибутки операторів телефонних мереж. Проте, відомі оператори, типу AT&T, Deutsche Telecom, British Telecomunications (BT), не збираються спокійно підкорятися долі. AT&T вже починає надавати послуги Internet-телефонії в США і в азійсько-тихоокеанському регіоні. Deutsche Telecom придбала 21-відсоткову частину Vocal Tec і експериментує з новими сервісами. 
Але, звичайно, розвитком IP-телефонії займаються не стільки оператори телефонних мереж, скільки провайдери Internet послуг. Так, ще в серпні 1997 року було укладено договір між такими провайдерами як Delta Three, Biztrans Technology, PacificNet, NetTel, Halidon, Access Power і компанією Vocal Tec, за яким послугами передачі голосу можна скористатися в багатьох країнах і містах, серед яких Гонконг, Токіо, Париж, Лондон, Москва, великі міста США. Компанія Global Exchange Carrier, що надає послуги зв‘язку і 11 Internet-провайдерів створили глобальну мережу для передачі голосу по IP, що охоплює США, Англію, Швейцарію, Німеччину, Австралію, Нову Зеландію, Японію, Корею, Ізраїль. Аналогічні послуги надають компанії WorldPort, Lucent, ITXC та інші. 
Найперспективнішими ринками для IP-телефонії вважаються США, Австралія та Японія, де телефонні тарифи досить високі. У той же час, у Великій Британії, де тарифи дальнього зв‘язку й без того низькі, розвиток Internet-телефонії йде набагато повільніше. 
Що ж до України, то поширенню IP-телефонії перешкоджає кілька факторів. Немає ще достатньо надійної інфраструктури каналів зв‘язку, хоча ситуація поступово покращується завдяки введенню оптоволоконних шляхів всередині країни та закордон. Організації, що забезпечують традиційні послуги зв‘язку, в розвитку IP-телефонії поки що не зацікавлені. Тому найбільш інтенсивно використовується Intranet-телефонія всередині великих корпоративних компаній. Послуги ж Internet-телефонії надають лише кілька провайдерів, зокрема Infocom, Sovam Teleport, IP Telecom, які можуть забезпечити відповідну якість зв‘язку.
Як порівняти IP-телефонію із традиційними телефонними мережами, то останні мають якісніший зв'язок, але є дорожчими в експлуатації.